# Kabinett Gladstone II
Das Kabinett Gladstone II wurde im Vereinigten Königreich am 23. April 1880 von Premierminister William Ewart Gladstone von der Liberal Party gebildet und löste das Kabinett Disraeli II ab. Die Zweite Regierung Gladstone blieb bis zum 23. Juni 1885 im Amt und wurde daraufhin vom Kabinett Salisbury I abgelöst.

## Kabinettsmitglieder
Dem Kabinett gehörten folgende Mitglieder an:

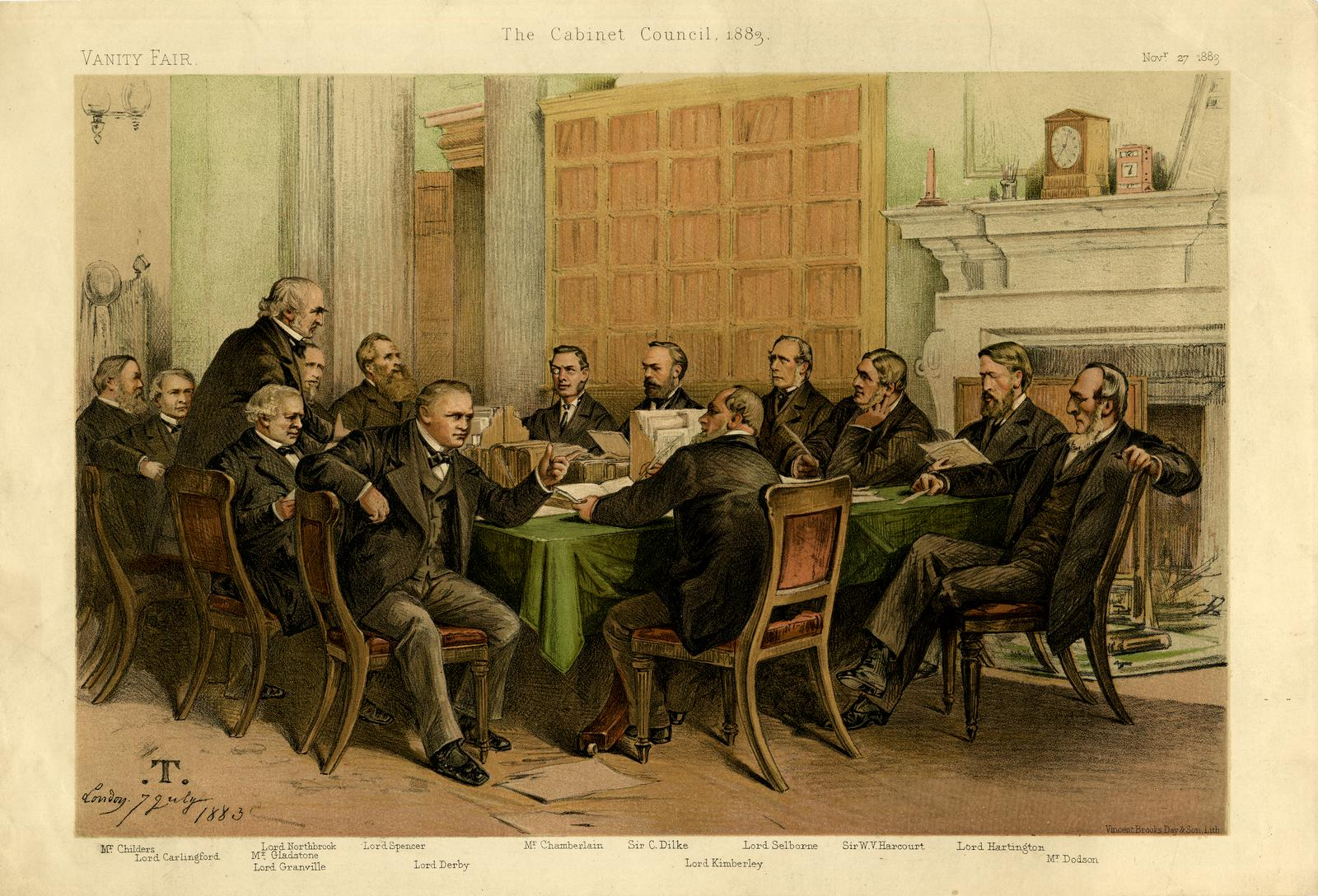
The Cabinet Council, 1883 (Théobald Chartran); Vanity Fair, 27. November 1883

| Amt                                          | Amtsinhaber | Beginn der Amtszeit                                             | Ende der Amtszeit                                              |
| -------------------------------------------- | --- | --------------------------------------------------------------- | -------------------------------------------------------------- |
| Premierminister Erster Lord des Schatzsamtes | William Ewart Gladstone | 23. April 1880                                                  | 23. Juni 1885                                                  |
| Lordkanzler                                  | Roundell Palmer, 1. Baron Selborne                                                                                              | 28. April 1880                                                  | 23. Juni 1885                                                  |
| Präsident des Geheimen Kronrates             | John Spencer, 5. Earl Spencer Chichester Parkinson-Fortescue, 1. Baron Carlingford                                              | 28. April 1880 19. März 1883                                    | 19. März 1883 23. Juni 1885                                    |
| Lordsiegelbewahrer                           | George Campbell, 8. Duke of Argyll Chichester Parkinson-Fortescue, 1. Baron Carlingford Archibald Primrose, 5. Earl of Rosebery | 28. April 1880 2. Mai 1881 5. März 1885                         | 2. Mai 1881 5. März 1885 23. Juni 1885                         |
| Innenminister                                | William Vernon Harcourt | 28. April 1880                                                  | 23. Juni 1885                                                  |
| Außenminister                                | Granville George Leveson-Gower, 2. Earl Granville                                                                               | 28. April 1880                                                  | 23. Juni 1885                                                  |
| Kolonialminister                             | John Wodehouse, 1. Earl of Kimberley Edward Stanley, 15. Earl of Derby                                                          | 28. April 1880 16. Dezember 1882                                | 16. Dezember 1882 23. Juni 1885                                |
| Kriegsminister                               | Hugh Childers Spencer Cavendish, Marquess of Hartington                                                                         | 28. April 1880 16. Dezember 1882                                | 16. Dezember 1882 23. Juni 1885                                |
| Minister für Indien                          | Spencer Cavendish, Marquess of Hartington John Wodehouse, 1. Earl of Kimberley                                                  | 28. April 1880 16. Dezember 1882                                | 16. Dezember 1882 23. Juni 1885                                |
| Erster Lord der Admiralität                  | Thomas Baring, 1. Earl of Northbrook                                                                                            | 28. April 1880                                                  | 23. Juni 1885                                                  |
| Schatzkanzler                                | William Ewart Gladstone Hugh Childers                                                                                           | 28. April 1880 16. Dezember 1882                                | 16. Dezember 1882 23. Juni 1885                                |
| Handelsminister                              | Joseph Chamberlain | 28. April 1880                                                  | 23. Juni 1885                                                  |
| Kommunalminister                             | John Dodson Charles Dilke, 2. Baronet                                                                                           | 3. Mai 1880 28. Dezember 1882                                   | 8. Dezember 1882 23. Juni 1885                                 |
| Kanzler des Herzogtums Lancaster             | John Bright John Wodehouse, 1. Earl of Kimberley John Dodson George Otto Trevelyan                                              | 28. April 1880 25. Juli 1882 28. Dezember 1882 29. Oktober 1884 | 25. Juli 1882 28. Dezember 1882 29. Oktober 1884 23. Juni 1885 |
| Chefsekretär für Irland                      | William Edward Forster | 30. April 1880                                                  | 4. Mai 1882                                                    |
| Lord-Lieutenant von Irland                   | John Spencer, 5. Earl Spencer                                                                                                   | 4. Mai 1882                                                     | 23. Juni 1885                                                  |
| Minister für öffentliche Arbeiten            | Archibald Primrose, 5. Earl of Rosebery                                                                                         | 13. Februar 1885                                                | 23. Juni 1885                                                  |
| Postminister                                 | George Shaw-Lefevre | 5. März 1885                                                    | 23. Juni 1885                                                  |